# Песня про зубра

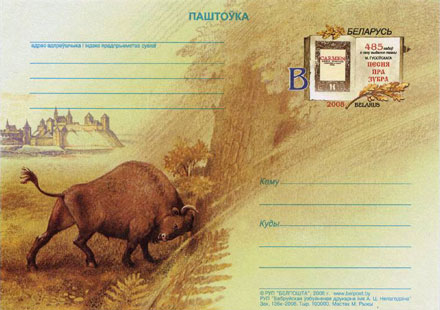
Почтовая карточка с оригинальной маркой, посвящённая 485-й годовщине первой публикации поэмы, выпущенная в Беларуси 25 сентября 2008 года

«Песня про зубра» (лат. Carmen de statura feritate ac venatione bisontis, в переводе «Песнь о мощи, дикости зубра и охоте на него») — латинская поэма Николая Гусовского, поэта раннего Ренессанса, жившего и творившего на территории Великого княжества Литовского и Польского королевства.
Впервые поэма была издана в Кракове в 1523 году в составе сборника, состоящего из одноимённой поэмы, 11 стихотворений и прозаического посвящения королеве Боне Сфорца.

## История создания поэмы
Автор поэмы Николай Гусовский был придворным плоцкого епископа Эразма Циолека, которого и сопровождал в 1521 в его посольстве в Рим к папе римскому Льву Х. Гусовский стал свидетелем эпидемии чумы на Апеннинском полуострове. 1 декабря 1521 года скончался папа Лев X. После годичного пребывания в Риме и смерти епископа Циолека, ставшего жертвой эпидемии 9 сентября 1522 года, Гусовский снова вернулся в Польшу и поселился в Кракове.
Николай Радзивилл, виленский воевода, предполагал направить в подарок Льву X чучело зубра. В связи с этим Николай Гусовский должен был написать некое «приложение» к этому необычному подарку — поэму «Carmen de statura feritate ac venatione Bisontis», которая ныне более известна как «Песня про зубра». Поскольку Лев X умер, подарок ему не был доставлен. Однако поэма уже была написана в Кракове и посвящена королеве Боне, которая дала средства на печать этого произведения.
Гусовский был сыном профессионального охотника и потому со знанием дела, подробно и детально описал внешний вид, привычки и поведение зубра, а также охоту на него. Ныне поэму характеризуют как произведение о родном крае и народе, размышление о судьбе родины, о её месте на путях истории.

## Переводы
Ранее всего был сделан перевод на польский язык Яном Каспровичем в 1914 году.
Перевод на русский: Якова Порецкого, Иосифа Семеженова (Язепа Семежона; 1968 год); И. И. Шкляревского (1974 год); Виктора Дарашкевича, Якова Порецкого, Иосифа Семеженова (1980 год).
Существует три перевода «Песни про зубра» на белорусский язык, которые принадлежат Язэпу Семяжону (в 1973 году), Наталье Арсеньевой (в 1978—1982 годах) и Владимиру Шатону (в 1994 году).
Также имеются переводы на литовский, болгарский и украинский языки.

## Экранизация
В 1982 году на киностудии «Беларусьфильм» режиссёром Олегом Белоусовым был снят мультипликационный фильм «Песнь о зубре».